# Eric Heisserer
Eric Heisserer, né le 30 avril 1970 à Norman (Oklahoma),  est un scénariste américain.

## Biographie
Il est surtout connu pour avoir écrit le scénario de Premier contact, qui lui vaut une nomination à l'Oscar du meilleur scénario adapté aux Oscars en 2016.
Il est également connu pour avoir écrit les scénarios pour les films d'horreur Freddy : Les Griffes de la nuit, Destination finale 5, The Thing et Dans le noir, et pour avoir écrit et dirigé Hours avec Paul Walker.

## Filmographie
- 2010 : Freddy : Les Griffes de la nuit (A Nightmare on Elm Street)
- 2011 : Destination finale 5 (Final Destination 5)
- 2011 : The Thing
- 2013 : Hours (aussi réalisation)
- 2016 : Dans le noir (Lights Out)
- 2016 : Premier contact (Arrival)
- 2018 : Bird Box
- 2020 : Bloodshot de Dave Wilson
- 2021 : Shadow and Bone : La saga Grisha

## Distinctions
- Oscars 2016 : nomination pour l'Oscar du meilleur scénario adapté pour Premier contact